# 秦川郡
秦川郡，中國西晉時設置的郡。
根據《元和郡縣圖志》記載：「魏分隴右為秦州，因秦邑以為名，後省入雍州。晉復改漢陽為天水郡，武帝泰始中又立秦川郡，與州同理。」吳士鑑《晉書斠注》認為太康三年（282年）罷秦州，秦川郡似於此同時廢。然而「秦川郡」僅見於《元和郡縣圖志》，未見他書記載，或者《元和郡縣圖志》原文有誤，疑「秦川」當作「秦州」之誤，「郡」字當斷為後句，全文應作「魏分隴右為秦州，因秦邑以為名，後省入雍州。晉復改漢陽為天水郡，武帝泰始中又立秦州，郡與州同理」。

## 出處
1. ↑  《元和郡縣圖志》卷39〈隴右道上〉
2. ↑  《晉書斠注》卷14〈地理志上〉
3. ↑   參: